# チビコン
有限会社チビコンは、パソコン・スマホゲームサイトの運営、ゲーム開発、中古ゲーム機、中古の本、中古ゲームソフト、アダルトゲームの販売を行う企業。

## チビコンの無料ゲーム総合サイト
6000件以上のゲームを紹介している、ゲーム公開は利用規約に沿った上で違法・違法性がある（特に著作権法）もの、公序良俗に反するもの、に値しなければ、誰でも公開可能である。